# جورج مورتون (كاتب)
جورج مورتون (بالإنجليزية: George Morton)‏ هو كاتب أمريكي، ولد في 1585، وتوفي في 1624.